# Праві Гайни
Праві Га́йни (рос. Правые Гайны) — присілок у складі Сюмсинського району Удмуртії, Росія.
Населення — 147 осіб (2010; 205 в 2002).
Національний склад (2002):
- удмурти — 81 %

## Урбаноніми[3]
- вулиці — Зелена, Молодіжна, Садова, Шкільна